# 生年別推理作家一覧 1901 - 1910年代
生年別推理作家一覧 1901 - 1910年代は、1901年から1919年に生まれた推理作家の生年別一覧である。1900年生まれの推理作家については「生年別推理作家一覧 19世紀」を参照。
日本で活動する推理作家および、日本語訳のある日本以外の推理作家名を掲載する。また、推理小説にゆかりの深い翻訳家、評論家、編集者名も併せて掲載する。

## 1901年生
日本
- 小栗虫太郎
- 渡辺啓助

イギリス
- グラディス・ミッチェル

## 1902年生
日本
- 葛山二郎
- 黒沼健
- 久生十蘭
- 水上呂理
- 横溝正史
- 渡辺温

アメリカ
- イヴリン・ペイジ（ロジャー・スカーレット）
- フィリップ・ワイリー

イギリス
- パミラ・ブランチ

## 1903年生
日本
- 一条栄子
- 橋本五郎
- 山本周五郎
- 吉野賛十

アメリカ
- ウィリアム・アイリッシュ
- ドロシー・ブレア（ロジャー・スカーレット）
- フィリス・アヤメ・ホイットニー（生まれは横浜）

イギリス
- レオ・ブルース
- ジョージ・オーウェル

ベルギー
- ジョルジュ・シムノン

## 1904年生
日本
- 大坪砂男
- 香山滋
- 地味井平造
- 城昌幸
- 瀬下耽
- 水谷準

イギリス
- マージェリー・アリンガム
- グレアム・グリーン
- セシル・デイ＝ルイス

## 1905年生
日本
- 南沢十七

アメリカ
- エラリー・クイーン（フレデリック・ダネイ、マンフレッド・リー）

フランス
- アルベール・シモナン

## 1906年生
日本
- 坂口安吾
- 角田喜久雄

アメリカ
- ジョン・ディクスン・カー
- ジム・トンプスン
- フレドリック・ブラウン
- クレイトン・ロースン

フランス
- シャルル・エクスブライヤ

ロシア
- レフ・シェイニン

## 1907年生
日本
- 朝山蜻一
- 岡田鯱彦
- 島田一男
- 陣出達朗
- 西尾正

イギリス
- レスリー・チャータリス

## 1908年生
日本
- 南條範夫

アメリカ
- メリアム・モデル

ベルギー
- スタニスラス＝アンドレ・ステーマン

## 1909年生
日本
- 蒼井雄
- 香住春吾
- 城戸禮
- 芝山倉平
- 日影丈吉
- 松本清張

アメリカ
- オーガスト・ダーレス
- チェスター・ハイムズ

韓国
- 金来成（日本でデビュー後、韓国で作家活動）

## 1910年生
日本
- 九鬼紫郎
- 光石介太郎

アメリカ
- サム・マーウィン・ジュニア

オランダ
- ロバート・ファン・ヒューリック

ロシア
- アレクセイ・コロビツィン

## 1911年生
アメリカ
- ジャック・フィニイ

イギリス
- ジェラルド・カーシュ

イタリア
- ジョルジョ・シェルバネンコ

## 1912年生
日本
- 大阪圭吉

アメリカ
- ヘンリー・デンカー
- ルシール・フレッチャー

ポーランド
- イェジィ・エディゲイ

## 1913年生
日本
- 星田三平

イギリス
- エリス・ピーターズ

## 1914年生
日本
- 佐賀潜

アメリカ
- ウィルスン・タッカー

ドイツ
- ハンス・ヘルムート・キルスト

## 1915年生
日本
- 草野唯雄
- 天藤真
- 戸板康二

アメリカ
- ロス・マクドナルド
- マーガレット・ミラー

## 1916年生
日本
- 石沢英太郎
- 高原弘吉

アメリカ
- スタンリイ・エリン
- ジョン・D・マクドナルド

## 1917年生
日本
- 西東登
- 柴田錬三郎
- 土屋隆夫
- 中島河太郎（評論家）

アメリカ
- シドニィ・シェルダン

## 1918年生
日本
- 有馬頼義
- 丘美丈二郎
- 加田伶太郎
- 松村喜雄

アメリカ
- ミッキー・スピレイン
- シオドア・スタージョン

## 1919年生
日本
- 天城一
- 鮎川哲也
- 水上勉

他の年代へ
（19世紀 - 1901 - 1910年代 - 1920年代 - 1930年代 - 1940年代 - 1950年代 - 1960年代 - 1970年代 - 1980年代 - 1990年代）